# Jacob Jordaens

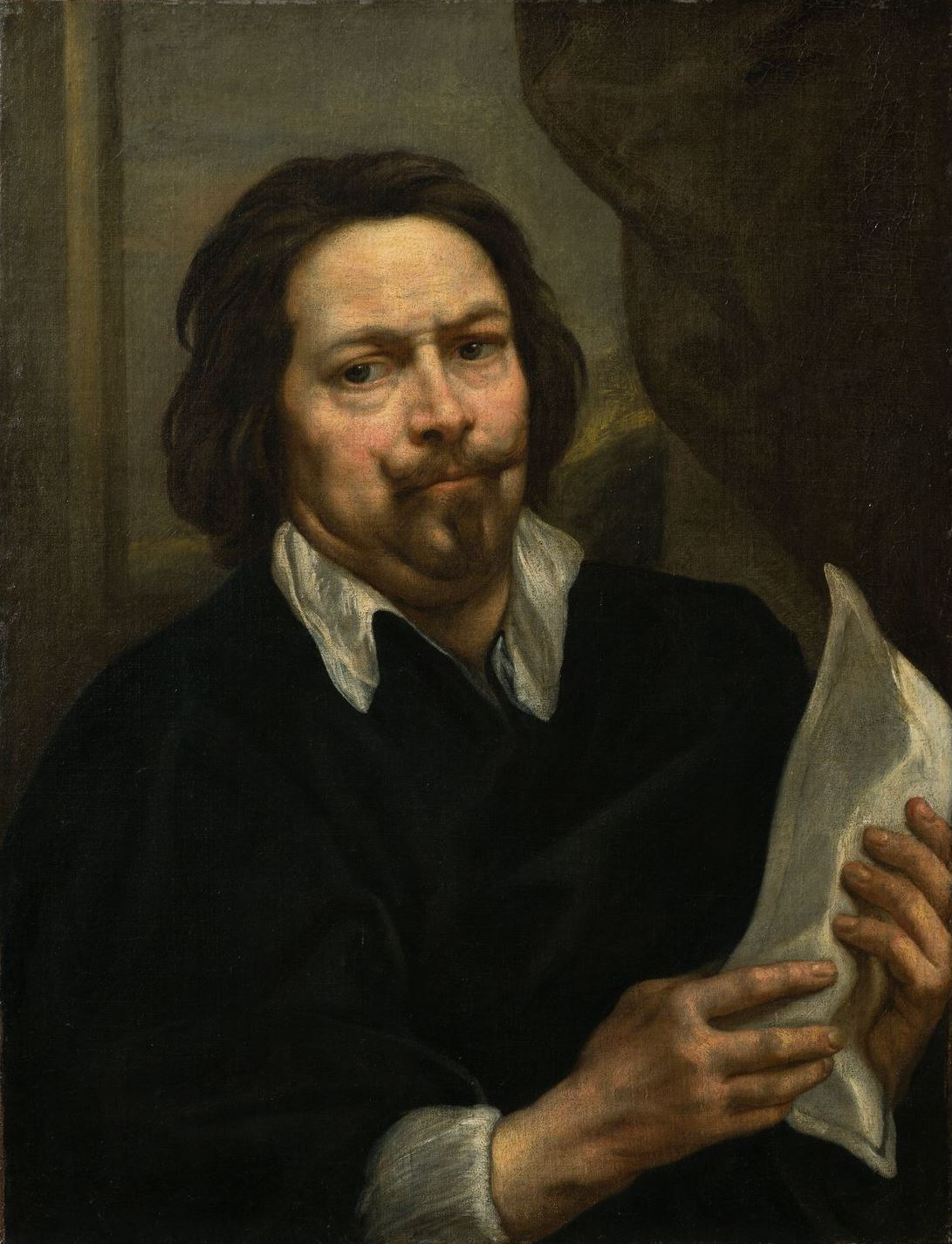
Selbstporträt (ca. 1648–1650)

Jacob Jordaens, auch Jacob Jordaens der Ältere (* 19. Mai 1593 in Antwerpen; † 18. Oktober 1678 ebenda) war ein flämischer Maler des Barock. Sein Lehrmeister war Adam van Noort.

## Einordnung und Bewertung
Jacob Jordaens war neben Peter Paul Rubens und Anthonis van Dyck einer der drei wichtigsten flämischen Barockmaler, welche die ‚Antwerpener Schule‘ im 17. Jahrhundert prägten. Auch wenn diese flämischen Maler des Barock häufig miteinander verglichen werden, sind alle drei Künstler sehr unterschiedlich und müssen getrennt voneinander als Individuen betrachtet werden. Rubens galt als Humanist und van Dyck entstammte einer Patrizier-Familie. Beide Künstler waren kulturell belesen, waren viel gereist und sprachen mehrere Sprachen. Anders als seine zeitgenössischen Kollegen war Jordaens niemals ins Ausland gereist, um die italienische Malerei zu studieren. Im Gegensatz zu diesen galt Jordaens als weniger stark an die Hofmalerei gebunden. Häufig wird gesagt, dass seine Arbeiten sich jeglicher Intellektualität und klassischer Bildung entzogen, aufgrund der Zuordnung seiner Bilder in die Genremalerei.
Dem muss jedoch widersprochen werden: In der Tat verbrachte Jordaens zwar sein ganzes Leben in Antwerpen, abgesehen von einigen kürzeren Reisen in ländliche Gegenden des Inlandes oder nach Holland (Den Haag) aufgrund von Bildaufträgen – aber ebenso wie Rubens malte auch Jordaens Altarbilder, mythologische und allegorische Szenen. Inspiriert wurde Jordaens häufig von Ovids Metamorphosen, was seine Vertrautheit mit antiken Themen sehr wohl aufweist. Jordaens war nicht nur ein erfolgreicher Maler, sondern war auch bekannt für seine Gestaltung von Wandteppichen. Nach dem Tod von Rubens im Jahr 1640 etablierte sich Jordaens zum wichtigsten Künstler Antwerpens und war für viele Großaufträge (auch seitens bedeutender Höfe) sehr gefragt: Im Allgemeinen vergrößerte sich die Anzahl seiner Auftraggeber enorm.

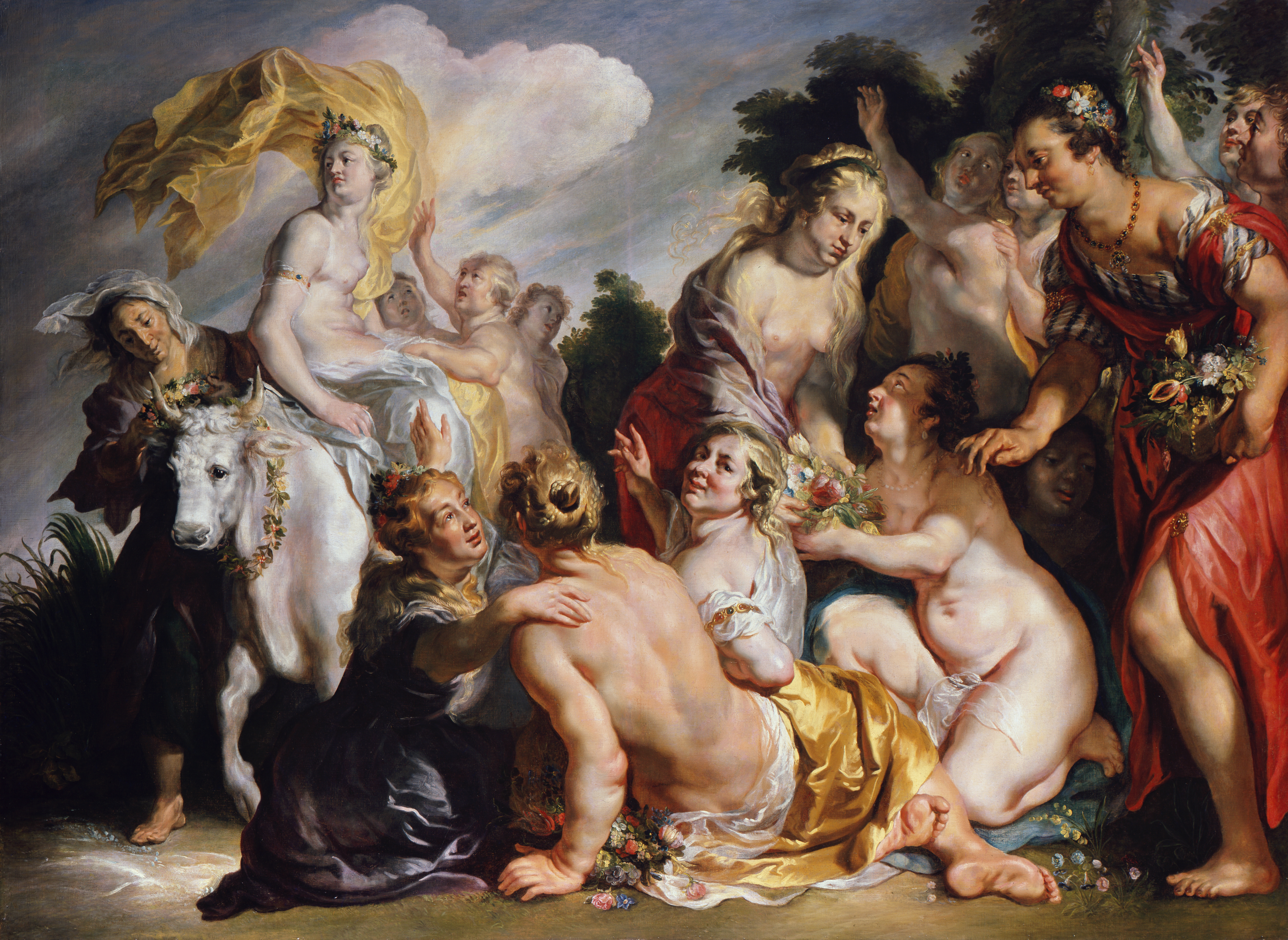
Europa und der Stier, 1615/6 (Berlin)

Jordaens ist für seine großen und zahlreichen szenischen Bilder der Genremalerei bekannt, die sich an die Sprichwörter seines Zeitgenossen Jan Brueghel d. Ä. anlehnen, wie beispielsweise dessen bekannteste Bilder Der König trinkt! und Wie die Alten sungen, so pfeifen die Jungen. Bezüglich der modernen Wissenschaft und neuen Forschungserkenntnissen zählt Jordaens zu den bedeutenden Historienmalern seiner Zeit, der dazu im Stande war, sich intellektuell mit antiken und humanistischen Bildinhalten auseinanderzusetzen und diese mit einem historischen Menschenbild zu verknüpfen.
Vor allem zeichnet Jordaens sich durch die bemerkenswert gestalteten Details in seinen Gemälden aus. Er stand größtenteils unter dem künstlerischen Einfluss – neben dem von Rubens und der Brueghel-Familie – der norditalienischen Maler, wie Jacopo Bassano, Paolo Veronese und Caravaggio.

## Künstlerische Laufbahn
Jacob Jordaens war erstes von elf Kindern. Sein Vater, der ebenfalls Jacob Jordaens (d. Ä.) hieß, war ein erfolgreicher Leinenhändler und mit Barbara van Wolschaten verheiratet. Zu seinen restlichen Geschwistern lässt sich nur wenig sagen: Eine Schwester wurde Nonne, zwei weitere Beginen und ein Bruder trat als Mönch in den Augustinerorden ein.
Zur Kindheit und Bildung des jungen Jordaens ist nicht viel überliefert, dennoch kann man sagen, dass er eine gute Bildung genoss. Eine gute Handschrift und die umfangreichen Kenntnisse der französischen Sprache spiegeln diese wider, welche aus diversen privaten Briefen zu erkennen ist. Zudem weisen seine Bilder ein umfangreiches Wissen von mythologischen Geschichten auf. Diese Umstände lassen auf ein Leben im begüterten Bürgertum schließen. Auch biblische Geschichten und das Sujet von religiösen Bildern waren in Jordaens’ Schaffen ausschlaggebend.
Wie auch Rubens studierte Jordaens beim Lehrmeister Adam van Noort, der zwar kein bedeutender Maler war, sich aber durchaus als guter Pädagoge auszeichnete, wie der spätere Ruhm seiner Schüler zeigt. Jordaens (der mit 14 Jahren die Malerlehre begann) und die Familie van Noort verband nicht nur ein Schüler-Meister-Verhältnis, sondern auch ein freundschaftlicher Umgang. Später, im Jahr 1616 heiratete Jordaens sogar die älteste Tochter Catharina van Noort, mit der er drei Kinder hatte. Es ist bekannt, dass Adam van Noort der einzige Lehrmeister Jordaens’ gewesen ist und viele Abbildungen der Familie van Noort zeigen Jordaens’ Respekt und seine Zuneigung für diese. Nach acht Jahren der Lehre wurde Jordaens 1615 als Meister in die Antwerpener St.-Lucas-Gilde aufgenommen, der auch van Noort zugehörig war. Im Jahr 1621 wurde Jordaens durch einen Magistratsbeschluss zum Dekan der verschuldeten Lukasgilde ernannt, was Jordaens vergeblich abzulehnen versuchte. Doch der Magistrat sah in Jordaens einen würdigen und talentierten Maler, der die Schuldensituation in den Griff bekommen könne, und zwang ihn unter Androhung einer Strafe zu diesem Amt. Und tatsächlich war Jordaens so erfolgreich, dass er Ende der 1630er Jahre rund sechzehn Schüler und Gehilfen unter sich hatte.
Als waterschilder (Wasserfarbenmaler) machte sich Jordaens in dieser Zeit einen Namen, was seine vielen Aquarellbilder auf Papier erklärt, die als Vorlagen für Wandteppiche oder Radierungen fungierten. Diese Entwürfe für Tapisserien gelten als die größten Aufträge, die Jordaens in seinem Leben begleiteten. Dennoch nutzte Jordaens bereits am Anfang seiner Laufbahn in Gemälden auch Ölfarben. Mit der Zeit konzentrierte sich Jordaens immer stärker auf das Malen mit Ölfarben, welches gewinnbringender war. Dennoch hatte Jordaens seine Vorliebe für Wasser- und Deckfarben, die sich in vielen seiner Gemälde finden lässt.

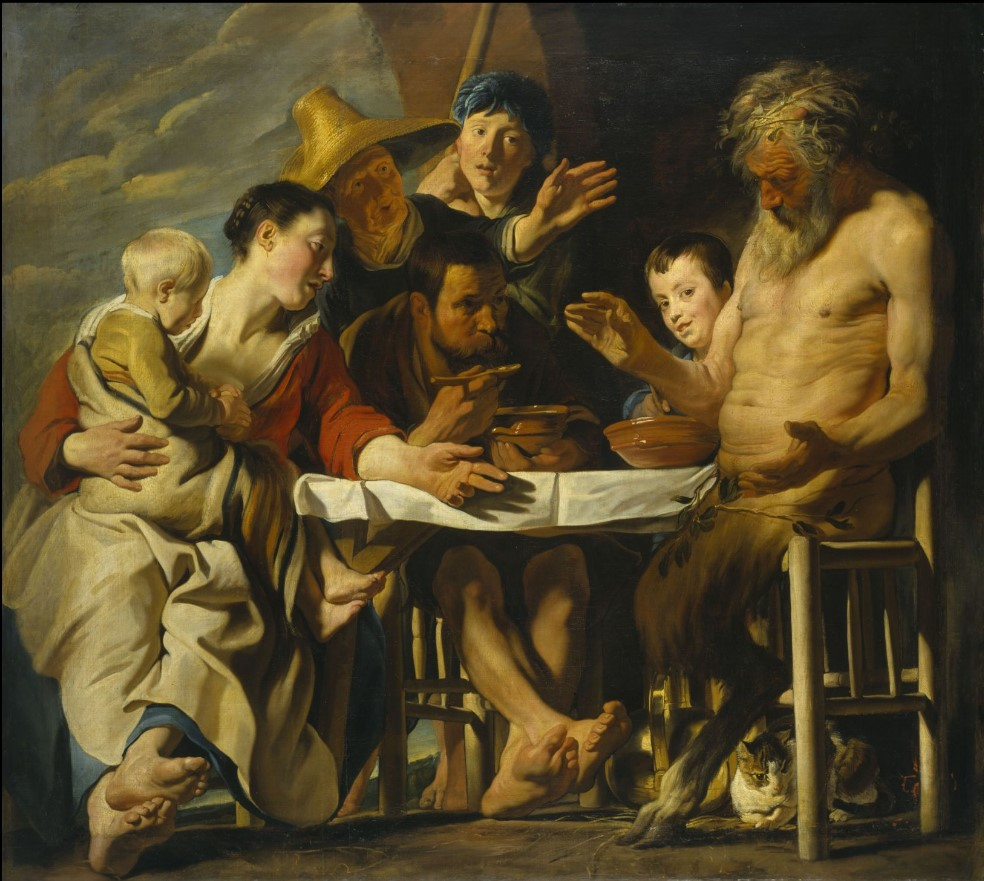
Satyr bei den Bauern, um 1620 (Kassel)

Bekannt ist Jordaens vor allem durch seine Genremalereien, die das bäuerliche Leben darstellen, jedoch ist er als Porträtist weniger bekannt. Motive und Bildthemen bei Jordaens sind häufig von Sprichwörtern inspiriert worden. Auffallend ist, dass die Bildthemen Jordaens’ immer wiederkehren, wie beispielsweise die antike Fabel Satyr beim Bauern, Fruchtbarkeitsallegorien und Bacchanalien.
Auch viele religiöse- und Altarbilder gehören zum Repertoire Jordaens’. Antwerpen war um 1650 ein spanisch besetztes Gebiet und der Protestantismus sanktioniert, dennoch konvertierte Jordaens öffentlich und ihm wurden mehrmals Geldstrafen für ketzerische „skandalöse“ Schriften auferlegt. Dies hinderte Jordaens jedoch nicht, die Aufträge zur Dekorierung von katholischen Kirchen in Antwerpen anzunehmen. Vor allem nicht nach Rubens’ Tod, als Jordaens sich als wichtigster Künstler Antwerpens etablierte. Somit bekam Jordaens mit der Zeit immer mehr Aufträge: Nicht nur Kirchengemeinden und kleinere Städte beauftragten ihn mit zahlreichen Altarbildern, sondern auch Fürsten und Könige internationaler Herkunft. Obwohl er weniger bekannt war als Hofmaler wie van Dyck und Rubens, erlangte Jordaens Aufträge der englischen Königin in Greenwich (1639/40) oder der Königin Kristina aus Schweden (1648).
Auch sollte Jordaens angefangene Werke Rubens’ nach dessen Tod im Jahr 1640 vollenden. Dennoch fand Jordaens unter dieser Fülle von Aufträgen noch Zeit, Gemälde für Privatkunden anzufertigen, sodass bis zu seinem Lebensende eine unüberschaubare Anzahl an Gemälden ihm zuordenbar sind. Bei der großen Anzahl an Aufträgen (er malte jährlich bis zu 35 großformatige Bilder) ist es nicht leicht, zu beurteilen, welche dieser vielen Werke aus Jordaens’ Hand entstammen oder von seiner Werkstatt produziert wurden. Eine Erklärung Jordaens’, die er bei einem Notar einreichte, nachdem er der Fälschung angeklagt worden war, besagte, dass er „alle [Bilder] mit eigener Hand neu gemalt und verändert“ habe. Die Mithilfe von Schülern war in den Werkstätten für die künstlerische Zeit, in der Jordaens lebte, allerdings durchaus üblich.
Der Reichtum Jordaens’, der aus seiner Familie aus dem Tuchwarenhandel entstammt, vermehrte sich neben der Hochzeit mit der wohlhabenden Catharina van Noort noch einmal erheblich und die künstlerischen Aufträge, die im Kunstleben Antwerpens immer stetiger wurden, sorgten für die überaus großzügige finanzielle Sicherung seiner Familie. Damit erwarb Jordaens nicht nur sein Geburtshaus in Hoogstraat, sondern erweiterte seinen Haushalt Ende der 1630er-Jahre bis hin zum Anfang der 1640er-Jahre noch um weitere Häuser. Jordaens nahm über die Jahre viele Ausschmückungen um und im Haus (wie Ausmalungen und Deckengemälde) in Angriff. Damit baute er ein großräumiges und repräsentatives Anwesen auf, ganz nach dem Vorbild Rubens. Darin lebte und arbeitete Jordaens bis zu seinem Tod im Jahr 1678. Er starb am 18. Oktober an einer Infektionskrankheit, die zu der damaligen Zeit als „Antwerpener Seuche“ bezeichnet wurde.

## Werkauswahl
Abbildungen und Angaben zu einigen Werken
| Bild | Titel                                                              | Entstanden            | Größe, Material                   | Ausstellung / Sammlung / Besitzer                                |
| ---- | ------------------------------------------------------------------ | --------------------- | --------------------------------- | ---------------------------------------------------------------- |
|      | Der Künstler mit der Familie seines Schwiegervaters Adam van Noort | um 1615               | 116,3 × 148,2 cm, Öl auf Leinwand | Gemäldegalerie Alte Meister (Kassel) in Kassel – Inv. Nr. GK 107 |
|      | Die Entführung der Europa                                          | um 1615/16            | 273 × 235 cm, Öl auf Leinwand     | Gemäldegalerie in Berlin                                         |
|      | Meleager en Atalanta                                               | um 1618               | 152 × 120 cm, Öl auf Leinwand     | Königliches Museum der Schönen Künste, Antwerpen                 |
|      | Der Satyr beim Bauern                                              | um 1620               | 171 × 193,5 cm, Öl auf Leinwand   | Gemäldegalerie Alte Meister (Kassel) in Kassel – Inv. Nr. GK 101 |
|      | Satyr beim Bauer                                                   | um 1620/21            | 188,5 × 168 cm, Öl auf Leinwand   | Königliche Museen der Schönen Künste in Brüssel                  |
|      | Der Satyr beim Bauern                                              | um 1620/21            | 174 × 204 cm, Öl auf Leinwand     | Alte Pinakothek in München                                       |
|      | Porträt einer Familie                                              | um 1621/22            | 181 × 187 cm, Öl auf Leinwand     | Museo del Prado in Madrid                                        |
|      | Allegorie der Fruchtbarkeit des Landes                             | um 1623/25            | 180 × 241 cm, Öl auf Leinwand     | Königliche Museen der Schönen Künste in Brüssel                  |
|      | Huldigung der Ceres                                                | um 1624/25            | 165 × 112 cm, Öl auf Leinwand     | Museo del Prado in Madrid                                        |
|      | Diana und Actaeon                                                  | um 1640               | 54 × 76 cm, Öl auf Holz           | Gemäldegalerie Alte Meister in Dresden                           |
|      | Die Töchter des Kekrops finden den kleinen Erichthonios            | um 1640               | 150 × 208 cm, Öl auf Leinwand     | Kunsthistorisches Museum in Wien                                 |
|      | Die Kindheit des Jupiter                                           | um 1640               | 219 × 247 cm, Öl auf Leinwand     | Gemäldegalerie Alte Meister (Kassel) in Kassel – Inv. Nr. GK 103 |
|      | Der Triumph des Bacchus                                            | um 1640/45            | 205 × 153 cm, Öl auf Leinwand     | Gemäldegalerie Alte Meister (Kassel) in Kassel – Inv. Nr. GK 109 |
|      | Das Fest des Bohnenkönigs                                          | um 1640/45            | 242 × 300 cm, Öl auf Leinwand     | Kunsthistorisches Museum in Wien                                 |
|      | Der gefesselte Prometheus                                          | um 1642               | 245 × 178 cm, Öl auf Leinwand     | Wallraf-Richartz-Museum & Fondation Corboud in Köln              |
|      | Die Liebe von Cupido und Psyche                                    | um 1640/50            | 131 × 127 cm, Öl auf Leinwand     | Museo del Prado in Madrid                                        |
|      | Der Breiesser                                                      | um 1650               | 191 × 210,5 cm, Öl auf Leinwand   | Gemäldegalerie Alte Meister (Kassel) in Kassel – Inv. Nr. GK 105 |
|      | Allegorie des Westfälischen Friedens                               | 1654                  | 184,5 × 139,5 cm, Öl auf Leinwand | Nasjonalmuseet for kunst, arkitektur og design in Oslo           |
|      | Meleager und Atalante                                              | zweite Hälfte 17. Jh. | 151 × 241 cm, Öl auf Leinwand     | Museo del Prado in Madrid                                        |

## Eponyme
1993 wurde anlässlich des 400. Geburtstags der Asteroid (5232) Jordaens nach ihm benannt.